# Aumanil
Aumanil is volgens de Inuit-mythologie een aardige en goede geest. Hij leeft op het land en controleerde de beweging van de walvissen en leidde hen naar de zeegebieden waar jacht op hen werd gemaakt.